# Pechina (Almería)
Pechina es un municipio español perteneciente a la provincia de Almería, en Andalucía. En 2022, contaba con 4224 habitantes. Pechina se integra en el área metropolitana de Almería. Su extensión superficial es de 46,02 km² y tiene una densidad de 91,8 hab/km². Sus coordenadas geográficas son 36° 55′ N, 2° 26′ O. Se encuentra situada a una altitud de 106 metros y a 11 kilómetros de la capital de provincia, Almería.

## Toponimia
El nombre de Pechina deriva del verbo árabe bay´yana, que significa mostrar.

## Naturaleza

### Paraje Natural de Sierra Alhamilla
El paraje natural de Sierra Alhamilla es de importancia por las especies animales que alberga como rapaces, ginetas y zorros, además de por los bosques de encinas. Señalar además las abruptas lomas erosionadas de sierra Alhamilla.
Se puede realizar la ruta de senderismo SL-A 162 desde la iglesia de San Indalecio en Pechina a Baños de Sierra Alhamilla.

## Historia
Los testimonios más antiguos sobre poblamiento en Pechina corresponden a los hallazgos en el Cerro del Rayo, que se encuentran en el Museo de Almería y corresponden a la Cultura del Argar.
Tiene gran importancia en la historia de la provincia de Almería, dado que Pechina fue la dominante Bayyana de la que nos hablan los geógrafos e historiadores árabes; origen y cuna de la ciudad de Almería. Las primeras noticias que dan a este lugar relevancia histórica, refieren la existencia de una ciudad importante, la Urci romana, ubicada en las inmediaciones de la actual Pechina.
En el año 884 llegan a Pechina unos 'marinos' del norte de África, que junto con los yemeníes, judíos y mozárabes forman una población y constituyen una "república marítima", protegiendo a la población que se había ido formando en torno a la mezquita de Umar con una muralla. Pechina se transformó en una ciudad floreciente donde la industria de la seda y sus telares adquirieron una importancia relevante; entre sus muros se reunía cada vez un número mayor de artesanos y mercaderes.
En torno a 955 fue reduciéndose a una población donde buscan refugio pensadores, filósofos y sufíes. Estas gentes llegaban huyendo de la intolerancia y el peligro al que estaban sometidos en otras comarcas debido a la difusión de sus ideas. A muchos de ellos, refugiarse en Pechina les suponía salvar la vida. 
Nombrada en el siglo XII por el geógrafo Al Idrisi en el itinerario que hacia el este se dirigía a Vera y hacia el oeste por Abla hasta Wadi Ash.
En el siglo XIX el político almeriense conde de Torre-Marín era propietario de terrenos en Pechina, Oria, Purchena, Serón, Armuña y Tíjola.
De esta localidad era natural Juan Mañas, uno de los tres jóvenes asesinados en el Caso Almería.

## Geografía humana

### Organización territorial
Además de la cabecera municipal, Pechina cuenta también con otra entidad de población según el nomenclátor publicado por el Instituto Nacional de Estadística: Sierra Alhamilla.

### Demografía
Cuenta con una población de 4463 habitantes (INE 2024).
| Gráfica de evolución demográfica de Pechina entre 1842 y 2021                                                         |
| |
| Población de derecho según los censos de población del INE. Población de hecho según los censos de población del INE. |

### Comunicaciones

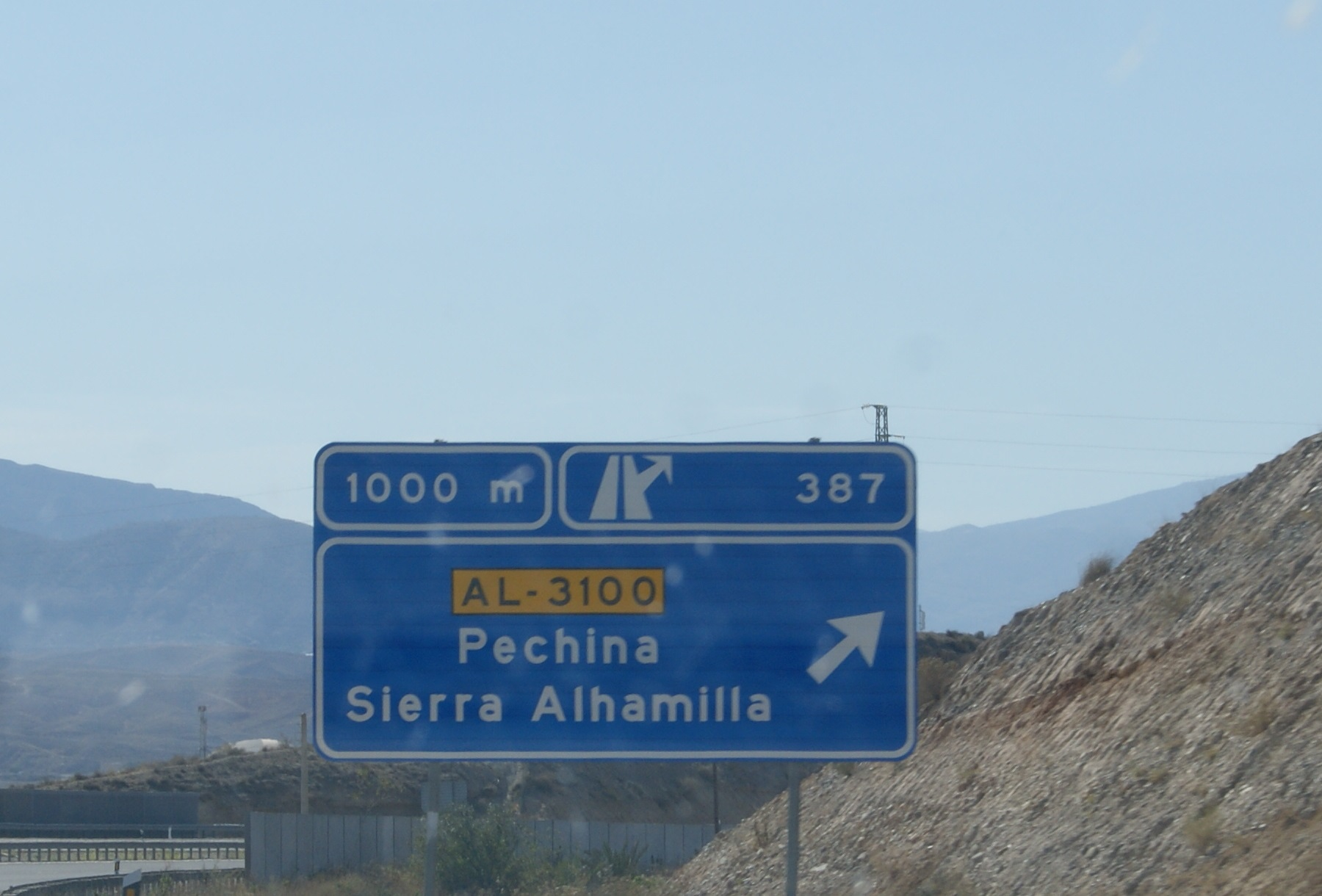
Salida de Pechina en la autovía A-92

Actualmente,  por su cercanía a la capital es un pueblo bien comunicado, con buenas vías de acceso; esto facilita que la mayoría de los ciudadanos de Pechina se trasladen con su propio vehículo; no obstante, existe un servicio de línea de autobús que une Pechina con la capital almeriense y distintos puntos de ésta (Hospital de Torrecárdenas, hospital "Bola Azul", etc..). Además, la comarca del Bajo Andarax cuenta con servicio de radio-taxi para los siete pueblos que la componen, mejorando así la comunicación con la capital. Así, el tiempo de traslado a Pechina desde la capital, dependiendo del medio que se utilice, es de unos veinticinco minutos.

## Política
| Legislatura | Nombre                                                                  | Partido Político                                    |
| ----------- | ----------------------------------------------------------------------- | --------------------------------------------------- |
| 1979-1983   | Carmen Amate Cruz                                                       | PSOE                                                |
| 1983-1987   | José Antonio Álvarez Díaz                                               | PSOE                                                |
| 1987-1991   | José Antonio Álvarez Díaz                                               | PSOE                                                |
| 1991-1995   | Francisco Alonso García                                                 | Agrupación de Electores Democrática de Pechina      |
| 1995-1999   | Francisco Alonso García                                                 | Agrupación de Electores Democrática de Pechina      |
| 1999-2003   | Francisco Alonso García (1999-2000) Juan Manuel Moreno Díaz (2000-2003) | Agrupación de Electores Democrática de Pechina PSOE |
| 2003-2007   | Juan Manuel Moreno Díaz                                                 | PSOE                                                |
| 2007-2011   | Juan Manuel Moreno Díaz                                                 | PSOE                                                |
| 2011-2015   | María Ángeles Morales López                                             | PP                                                  |
| 2015-2019   | Juan Manuel López Rodríguez                                             | PSOE                                                |
| 2019-2023   | Juan Manuel López Rodríguez                                             | PSOE                                                |
| 2023-act.   | Juan Manuel López Rodríguez                                             | PSOE                                                |

## Servicios públicos

### Educación
- CEIP José Díaz Díaz Colegio de Educación Infantil y Primaria.

- IES Puerta de Pechina Instituto de Educación Secundaria.

## Cultura

### Patrimonio
Es bien de interés cultural (BIC):

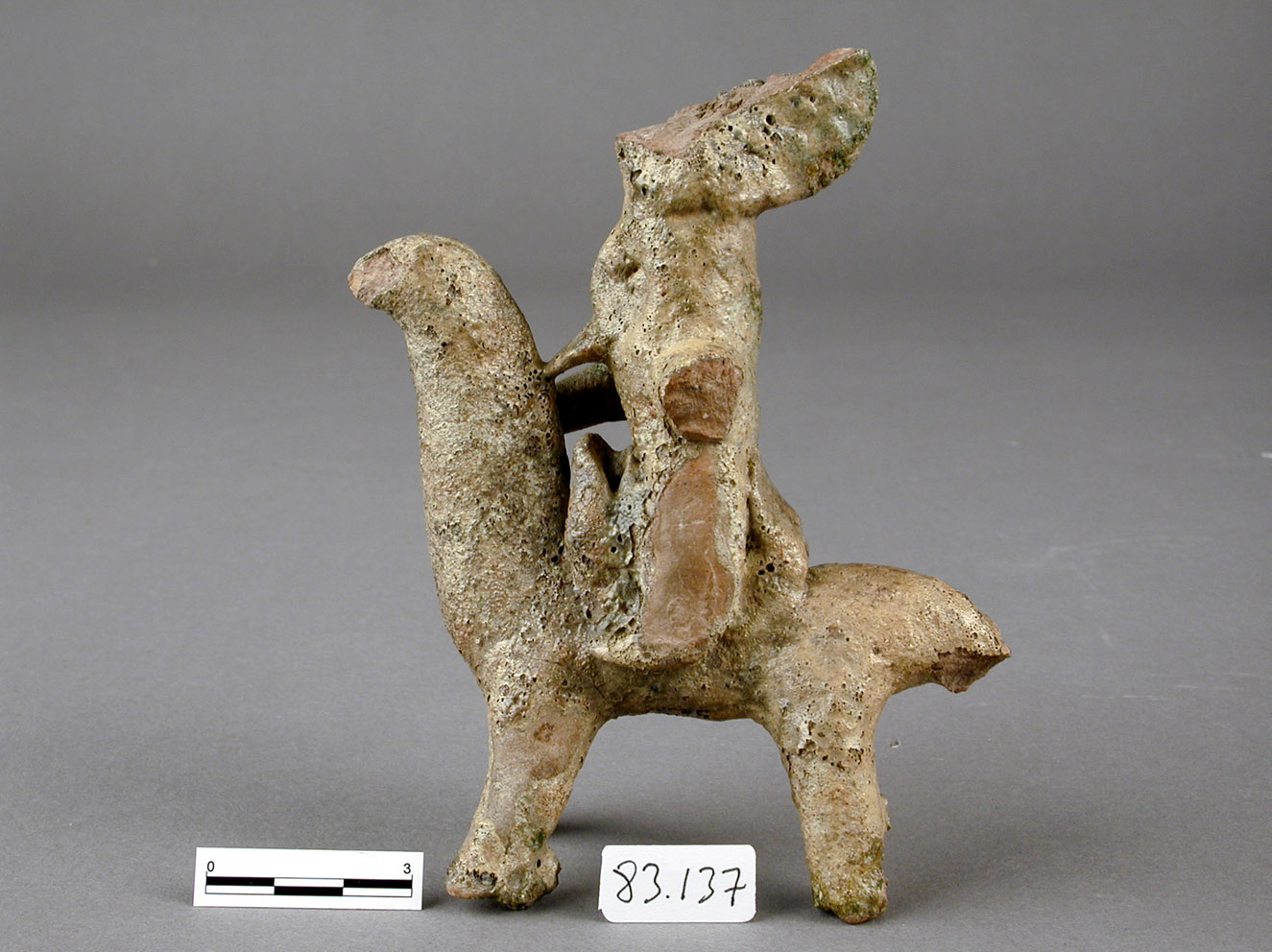
Figurilla ecuestre del sitio arqueológico de Bayyana. Museo de Almería

- Yacimiento hispano-musulmán de Bayyana[10]

#### Ermita de ánimas

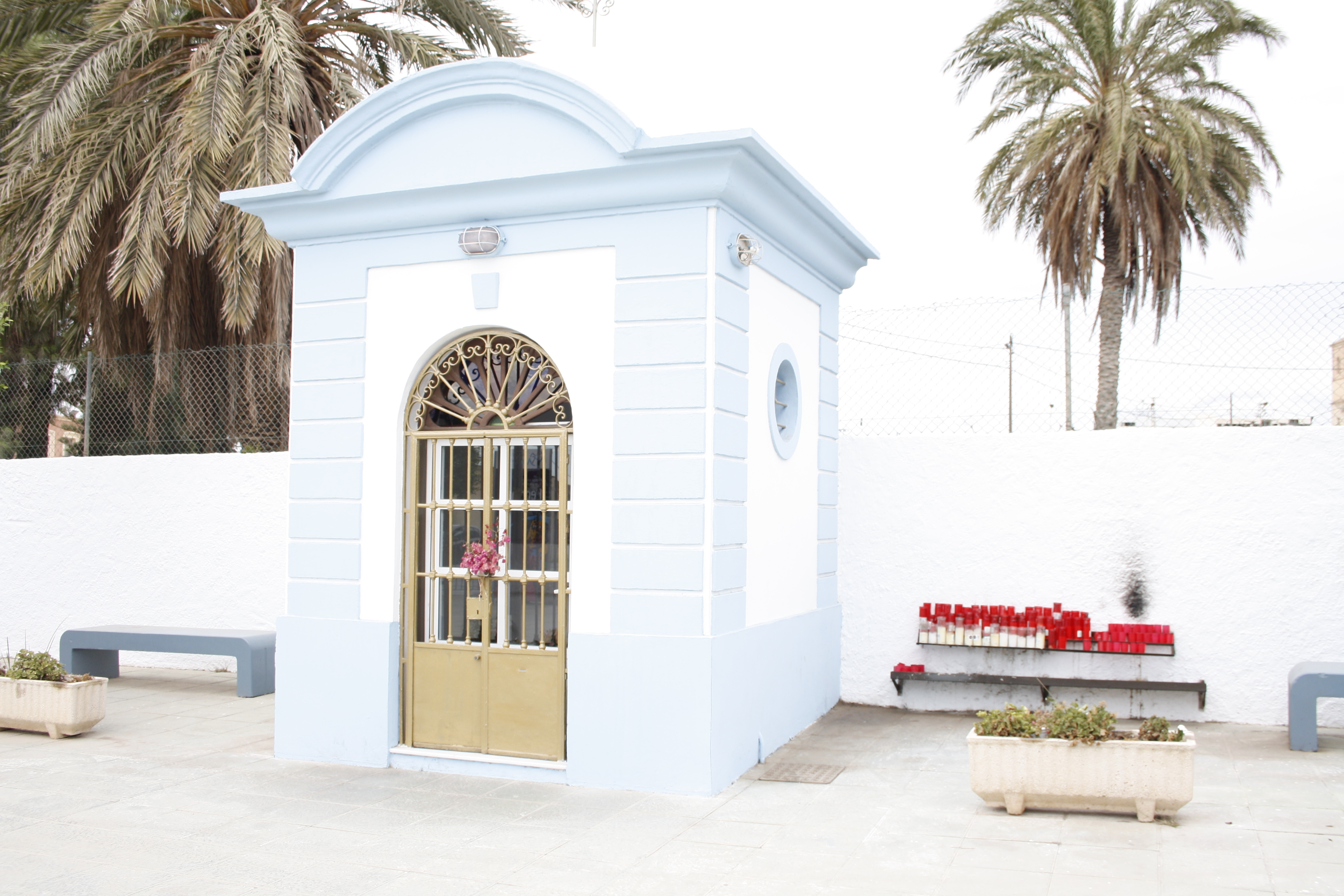

Ubicada junto a la carretera que da salida hacia Viator, la ermita de ánimas de Pechina, dedicada a la Virgen del Carmen, data originalmente del primer tercio del siglo XX. Fue posteriormente quemada durante el transcurso de la guerra civil española y reconstruida después por Francisco Felices. Esta ermita presenta forma de qubba, y la madrugada de cada 15 de julio atrae a los devotos a realizar una velada frente a ella.

### Gastronomía
Entre las recetas típicas, se encuentran los papaviejos, las migas de sémola y las acelgas esparragadas o esparragás.

### Fiestas
Las fiestas más importantes del municipio son las patronales, en honor de san Indalecio, que se celebran el 15 de mayo. Los Baños de Sierra Alhamilla celebra el 30 de octubre las Fiestas de San Claudio en honor a su patrón. Otra fiestas destacadas son la Semana Santa, la Cruz de Mayo o el Corpus Christi.